# Carl Tourenne
Pour les articles homonymes, voir Tourenne.
 (février 2024).
Si vous disposez d'ouvrages ou d'articles de référence ou si vous connaissez des sites web de qualité traitant du thème abordé ici, merci de compléter l'article en donnant les références utiles à sa vérifiabilité et en les liant à la section « Notes et références ».
Carl Tourenne, né le 10 juin 1972 à Ruffec (Charente), est un ancien footballeur français qui évoluait au poste de milieu défensif et désormais reconverti en entraineur de football.

## Carrière

### Carrière de Joueur
Ce milieu de terrain de grand gabarit (1,81 m pour 76 kg) fait ses débuts à l'AS Angoulême et débute dans le monde professionnel avec l'US Valenciennes-Anzin, en Division 2. Il est alors posté en défense centrale.
Il joue trois saisons au LOSC et gagne le titre de champion de deuxième division en 2000.
Avec l'ES Troyes AC, il participe à deux matches de Coupe de l'UEFA lors de la saison 2001-2002.
Après avoir résilié son contrat avec le Stade de Reims en décembre 2007, il s'engage quelques jours après avec l'Amiens SC. 
En juillet 2009, il rejoint son club formateur, les Chamois niortais puis prend sa retraite en 2011.

### Carrière d'entraîneur
Le 26 février 2018, il prend la succession temporaire de Denis Renaud au poste d'entraineur de l'équipe professionnelle des Chamois niortais  en compagnie de Franck Azzopardi et de Jean-Philippe Faure.
Il entraîne l'équipe réserve des Chamois niortais, puis les U17.

## Clubs
- 1990-1991 :  Chamois niortais (équipe réserve)
- 1991-1993 :  AS Angoulême (en National 1)
- 1993-1996 :  US Valenciennes-Anzin (12 matches en Division 2) National 1 pendant 2 ans.
- 1996-1997 :  Stade poitevin (en National)
- 1997-2000 :  Lille OSC (94 matches et 2 buts en Division 2)
- 2000-2006 :  ES Troyes AC (108 matches et 2 buts en Ligue 1,  60 matches en Ligue 2)
- 2006-décembre 2007:  Stade de Reims (40 matches et 2 buts en Ligue 2)
- janvier 2008-2009 :  Amiens SC (45 matchs et 1 but Ligue 2)
- 2009-2011 :  Chamois niortais (en CFA et National)

## Palmarès
- Champion de France de Division 2 en 2000 avec Lille
- Vainqueur de la Coupe Intertoto en 2001 avec Troyes
- Champion de France de CFA (Groupe C) en 2010 avec Niort